# Cacciata dei mercanti dal Tempio (Giotto)
La Cacciata dei mercanti dal Tempio è un affresco (200x185 cm) di Giotto, databile al 1303-1305 circa e facente parte del ciclo della Cappella degli Scrovegni a Padova. È compresa nelle Storie di Gesù del registro centrale superiore, nella parete sinistra guardando verso l'altare.

## Descrizione e stile
Davanti al Tempio di Gerusalemme Gesù si scaglia contro i mercanti che infestano il luogo sacro, tra lo stupore degli stessi apostoli, tra cui Pietro che leva le braccia e si guarda smarrito. Gesù, col volto fisso che esprime la sua determinazione, alza il pugno impugnando una corda con cui scaccia due mercanti, le cui gabbie di animali stanno a terra assieme a un tavolo ribaltato; un caprone fugge spaventato saltando via, mentre, poco dietro, due sacerdoti si rivolgono uno sguardo perplesso. A sinistra se ne vanno altri animali oltre il bordo della scena, mentre due bambini si rifugiano tra le vesti degli apostoli, con espressioni particolarmente naturali, sia quello sotto Pietro che quello vestito di rosso che si stringe all'apostolo in primo piano, che si curva per proteggerlo. Il motivo della gabbia dovette piacere, infatti si decise a affresco completato di aggiungerne una seconda in mano all'uomo al centro della scena, oggi parzialmente scomparsa.
L'architettura del tempio mostra un loggiato a tre arcate sormontate da cuspidi triangolari con medaglioni a forma di fiore; statue di leoni e cavalli sormontano i pilastri e colonnine in marmo screziato decorano il passaggio coperto; un pulpito sporge a destra e in alto si intravedono delle cupolette. Forse fece da modello ispiratore la facciata provvisoria del Duomo di Siena, all'epoca ferma al registro inferiore , opera di Giovanni Pisano, oppure la basilica di San Marco a Venezia. 

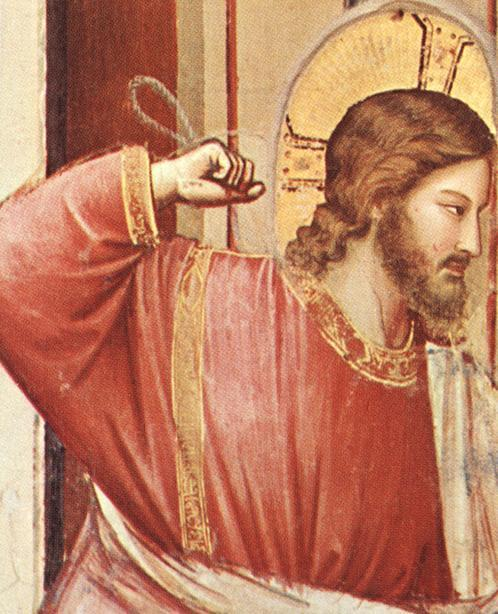
Dettaglio
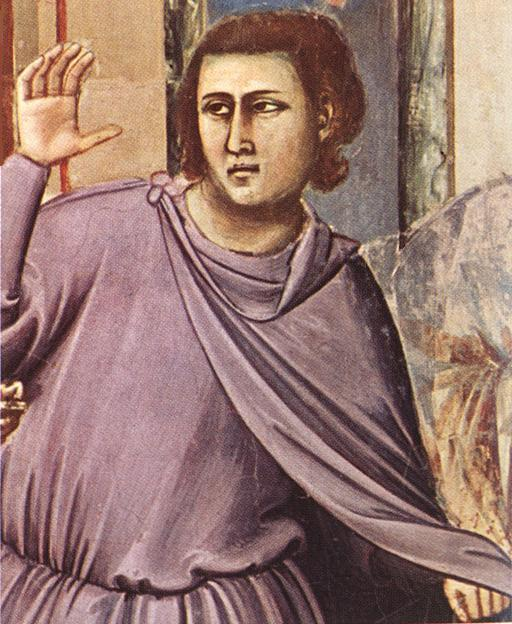
Dettaglio
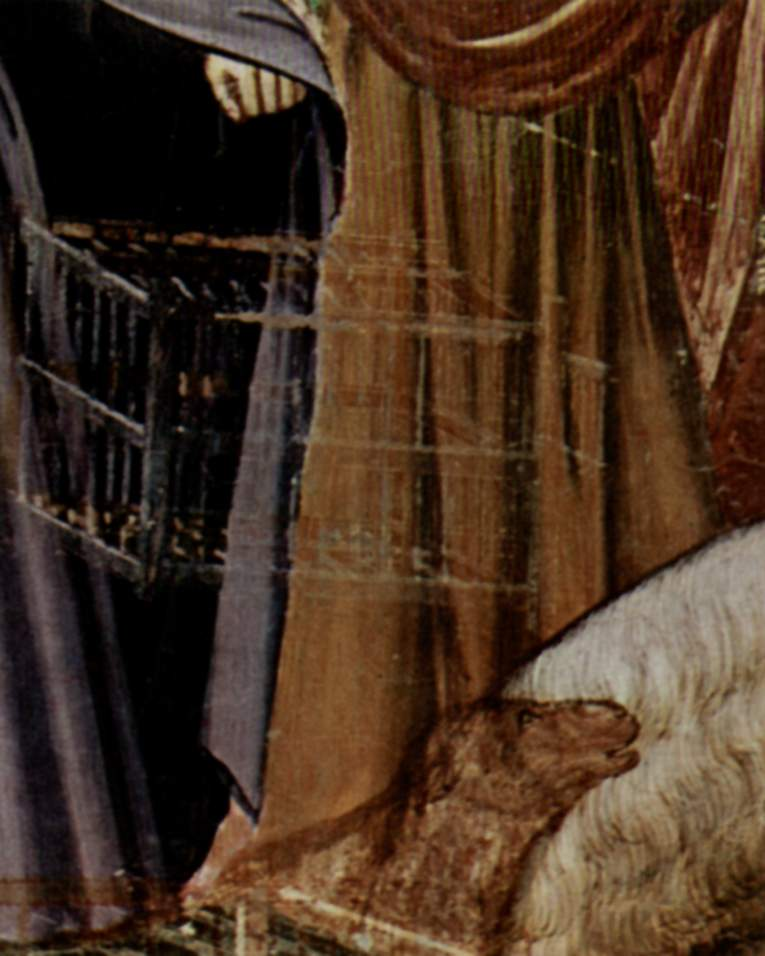
Dettaglio
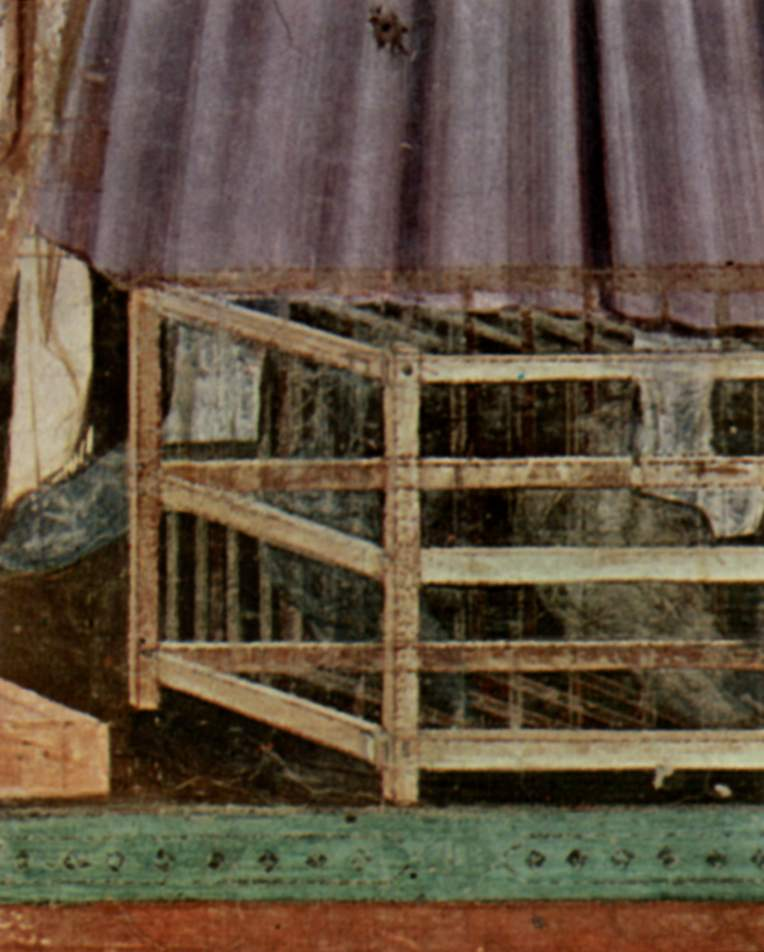
Dettaglio
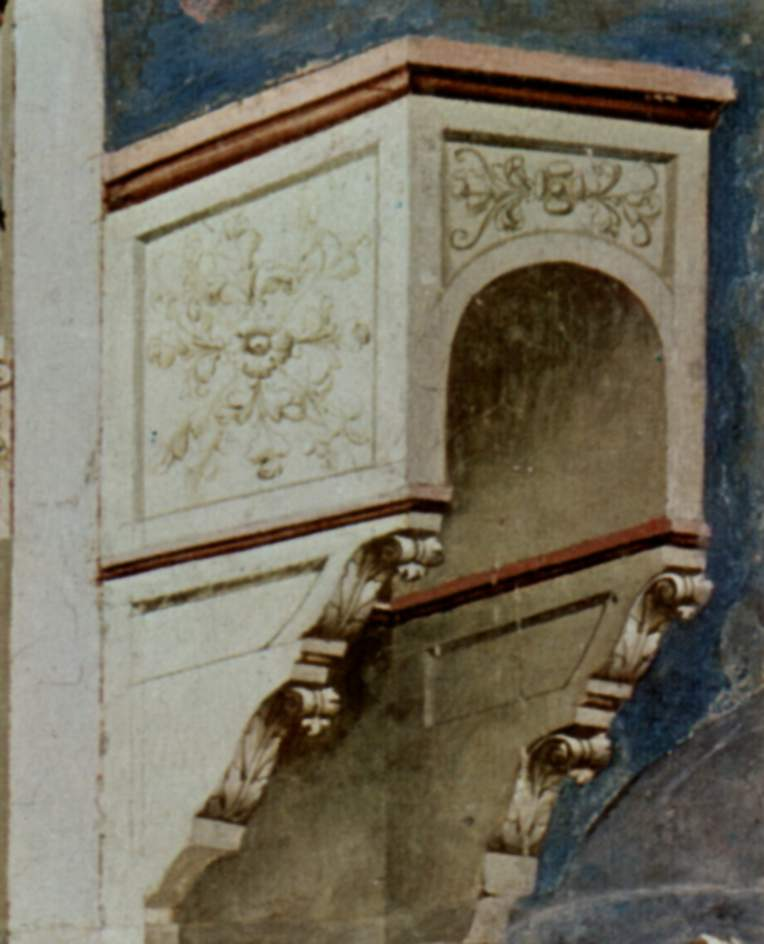
Dettaglio